# Eleição municipal do Recife em 2020
A eleição municipal do Recife em 2020 ocorreu nos dia 15 de novembro (primeiro turno) e 29 de novembro (segundo turno), com o objetivo de eleger um prefeito, um vice-prefeito e 39 vereadores, responsáveis pela administração da cidade, para um mandato iniciado em 1° de janeiro de 2021 e com término em 1º de janeiro de 2024. O então prefeito era Geraldo Júlio, do Partido Socialista Brasileiro (PSB).
Originalmente, as eleições ocorreriam em 4 de outubro (primeiro turno) e 25 de outubro (segundo turno) (para cidades acima de 200 mil habitantes, se necessário), porém, com o agravamento da pandemia de COVID-19, as datas foram modificadas com a promulgação da Emenda Constitucional nº 107/2020.
Em 29 de novembro de 2020, João Campos (PSB) foi eleito prefeito de Recife (PE) com 56,27% dos votos válidos. Foi um dos prefeitos mais jovens a assumir o cargo no Brasil.

## Contexto político e pandemia
As eleições municipais de 2020 foram marcadas pela pandemia de COVID-19, o que fez com que os partidos remodelassem suas metodologias de pré-campanha. O Tribunal Superior Eleitoral (TSE) autorizou os partidos a realizarem as convenções para escolha de candidatos aos escrutínios por meio de plataformas digitais de transmissão, para evitar aglomerações que possam proliferar o vírus. Alguns partidos recorreram a mídias digitais para lançar suas pré-candidaturas. Outro efeito da pandemia foi o adiamento das eleições, que estavam originalmente marcadas para ocorrer por todo o Brasil em outubro, mas em agosto, foram adiadas para os 15 e 29 de novembro em decorrência da pandemia.Além disso, a partir deste pleito, foi colocada em prática a Emenda Constitucional 97/2017, que proíbe a celebração de coligações partidárias para as eleições legislativas, o que gerou um aumento do número de candidatos ao legislativo. Eram esperados mais candidatos ainda, o que não seria necessariamente bom, na opinião do professor Carlos Machado, da UnB (Universidade de Brasília): “Temos o hábito de criticar de forma intensa a coligação partidária, sem parar para refletir sobre os elementos positivos dela. O número de candidatos que um partido pode apresentar numa eleição, varia se ele estiver dentro de uma coligação, porque quando os partidos participam de uma coligação, eles são considerados como um único partido", afirmou Machado na reportagem.

## Candidatos a prefeito
| Candidato(a) ao cargo de prefeito | Candidato(a) ao cargo de prefeito | Candidato(a) ao cargo de prefeito | Candidato(a) ao cargo de prefeito   | Candidato(a) ao cargo de vice-prefeito | Candidato(a) ao cargo de vice-prefeito | Número eleitoral | Coligação | Tempo no Horário Eleitoral     |
| Nome                              | Foto                              | Partido                           | Cargo eletivo anterior              | Nome                                   | Partido                                | Número eleitoral | Coligação |                                |
| --------------------------------- | --------------------------------- | --------------------------------- | ----------------------------------- | -------------------------------------- | -------------------------------------- | ---------------- | --- | ------------------------------ |
| Alberto Feitosa                   |                                   | PSC                               | Deputado estadual (2007–atualmente) | Wellington Carneiro                    | Patriota                               | 20               | "Recife Verde e Amarelo" - PSC - Patriota - DC                                                                             | 28 segundos (0:28)             |
| Carlos Andrade Lima               |                                   | PSL                               |                                     | Rosaly Almeida                         | PSL                                    | 17               | Partido não coligado | 1 minuto e 9 segundos (1:09)   |
| Charbel Maroun                    |                                   | NOVO                              |                                     | André Teixeira                         | NOVO                                   | 30               | Partido não coligado | 17 segundos (0:17)             |
| Cláudia Ribeiro                   |                                   | PSTU                              |                                     | Kátia Telles                           | PSTU                                   | 16               | Partido não coligado | Sem tempo                      |
| João Campos                       |                                   | PSB                               | Deputado federal (2019–2021)        | Isabella de Roldão                     | PDT                                    | 40               | "Frente Popular do Recife" - PSB - PDT - MDB - Republicanos - PP - PSD - PCdoB - Avante - Solidariedade - PROS - PV - REDE | 3 minutos e 58 segundos (3:58) |
| Marco Aurélio de Medeiros         |                                   | PRTB                              | Deputado estadual (2019–atualmente) | José Alves                             | PRTB                                   | 28               | Partido não coligado | Sem Tempo                      |
| Marília Arraes                    |                                   | PT                                | Deputada federal (2019–2023)        | João Arnaldo Novaes                    | PSOL                                   | 13               | "Recife,Cidade da Gente" - PT - PSOL - PTC - PMB                                                                           | 1 minuto e 24 segundos (1:24)  |
| Mendonça Filho                    |                                   | DEM                               | Deputado federal (2011–2019)        | Priscila Krause                        | DEM                                    | 25               | "Recife Acima de Tudo" - DEM - PSDB - PTB - PL                                                                             | 2 minutos e 6 segundos (2:06)  |
| Patrícia Domingos                 |                                   | PODE                              |                                     | Léo Salazar                            | Cidadania                              | 19               | "Mudança Já" - PODE - Cidadania                                                                                            | 38 segundos (0:38)             |
| Thiago Santos                     |                                   | UP                                |                                     | Aníbal Valença                         | PCB                                    | 80               | "Frente de Esquerda do Recife" - UP - PCB                                                                                  | Sem tempo                      |
| Victor Assis                      |                                   | PCO                               |                                     | Roberta Rita                           | PCO                                    | 29               | Sem coligação | Sem tempo                      |

- Atualizado até 16h25min, terça-feira, 4 de março de 2025 (UTC)

## Pesquisas eleitorais

### Candidatos
| Fonte             | Data(s) conduzidas | Amostragem | João Campos PSB | Mendonça Filho DEM | Marília Arraes PT | Patrícia Domingos PODE | Cláudia Ribeiro PSTU | Coronel Feitosa PSC | Marco Aurélio PRTB | Charbel Maroun NOVO | Carlos Andrade Lima PSL | Thiago Santos UP | Victor Assis PCO | Abst. Indec. | Outros | Vantagem |  |  |  |  |
| ----------------- | ------------------ | ---------- | --------------- | ------------------ | ----------------- | ---------------------- | -------------------- | ------------------- | ------------------ | ------------------- | ----------------------- | ---------------- | ---------------- | ------------ | ------ | -------- |  |  |  |  |
| Fonte             | Data(s) conduzidas | Amostragem |                 |                    |                   |                        |                      |                     |                    |                     |                         |                  |                  | Abst. Indec. | Outros | Vantagem |  |  |  |  |
| IBOPE             | 7-9 Nov            | 1.001      | 33%             | 17%                | 21%               | 12%                    | >1%                  | 1%                  | 1%                 | 1%                  | 1%                      | >1%              | >1%              | 13%          | –      | 12%      |  |  |  |  |
| IBOPE             | 7-9 Nov            | 1.001      | 38%             | 20%                | 24%               | 13%                    | >1%                  | 1%                  | 1%                 | 1%                  | 1%                      | >1%              | >1%              | –            | –      | 18%      |  |  |  |  |
| IBOPE             | 7-9 Nov            | 1.001      | 42%             | –                  | 34%               | –                      | –                    | –                   | –                  | –                   | –                       | –                | –                | 25%          | –      | 8%       |  |  |  |  |
| IBOPE             | 7-9 Nov            | 1.001      | 48%             | 33%                | –                 | –                      | –                    | –                   | –                  | –                   | –                       | –                | –                | 20%          | –      | 15%      |  |  |  |  |
| IBOPE             | 7-9 Nov            | 1.001      | 51%             | –                  | –                 | 27%                    | –                    | –                   | –                  | –                   | –                       | –                | –                | 22%          | –      | 24%      |  |  |  |  |
| IBOPE             | 7-9 Nov            | 1.001      | –               | 39%                | 41%               | –                      | –                    | –                   | –                  | –                   | –                       | –                | –                | 20%          | –      | 2%       |  |  |  |  |
| IBOPE             | 7-9 Nov            | 1.001      | –               | –                  | 48%               | 29%                    | –                    | –                   | –                  | –                   | –                       | –                | –                | 22%          | –      | 19%      |  |  |  |  |
| IBOPE             | 7-9 Nov            | 1.001      | –               | 46%                | –                 | 27%                    | –                    | –                   | –                  | –                   | –                       | –                | –                | 26%          | –      | 19%      |  |  |  |  |
| IPESPE            | 6-7 Nov            | 800        | 31%             | 16%                | 22%               | 13%                    | 0%                   | 2%                  | 1%                 | 1%                  | 1%                      | 0%               | –                | 13%          | –      | 9%       |  |  |  |  |
| IPESPE            | 6-7 Nov            | 800        | 36%             | 19%                | 25%               | 15%                    | 0%                   | 2%                  | 1%                 | 1%                  | 1%                      | 0%               | –                | –            | –      | 11%      |  |  |  |  |
| IPESPE            | 6-7 Nov            | 800        | 43%             | –                  | 38%               | –                      | –                    | –                   | –                  | –                   | –                       | –                | –                | 19%          | –      | 5%       |  |  |  |  |
| IPESPE            | 6-7 Nov            | 800        | 46%             | 36%                | –                 | –                      | –                    | –                   | –                  | –                   | –                       | –                | –                | 18%          | –      | 10%      |  |  |  |  |
| IPESPE            | 6-7 Nov            | 800        | –               | 36%                | 47%               | –                      | –                    | –                   | –                  | –                   | –                       | –                | –                | 18%          | –      | 11%      |  |  |  |  |
| IPESPE            | 6-7 Nov            | 800        | 52%             | –                  | –                 | 27%                    | –                    | –                   | –                  | –                   | –                       | –                | –                | 22%          | –      | 25%      |  |  |  |  |
| IPESPE            | 6-7 Nov            | 800        | –               | –                  | 53%               | 29%                    | –                    | –                   | –                  | –                   | –                       | –                | –                | 18%          | –      | 24%      |  |  |  |  |
| IPESPE            | 6-7 Nov            | 800        | –               | 46%                | –                 | 26%                    | –                    | –                   | –                  | –                   | –                       | –                | –                | 28%          | –      | 20%      |  |  |  |  |
| Datafolha         | 3-4 Nov            | 924        | 31%             | 16%                | 21%               | 14%                    | –                    | –                   | –                  | –                   | –                       | –                | –                | 15%          | –      | 10%      |  |  |  |  |
| Datafolha         | 3-4 Nov            | 924        | 43%             | –                  | 35%               | –                      | –                    | –                   | –                  | –                   | –                       | –                | –                | 22%          | –      | 8%       |  |  |  |  |
| Datafolha         | 3-4 Nov            | 924        | 49%             | 33%                | –                 | –                      | –                    | –                   | –                  | –                   | –                       | –                | –                | 19%          | –      | 16%      |  |  |  |  |
| Datafolha         | 3-4 Nov            | 924        | 50%             | –                  | –                 | 31%                    | –                    | –                   | –                  | –                   | –                       | –                | –                | 18%          | –      | 19%      |  |  |  |  |
| RealTime Big Data | 29-31 Out          | 1.050      | 32%             | 11%                | 18%               | 15%                    | 0%                   | 2%                  | 1%                 | 1%                  | 1%                      | 0%               | 0%               | 19%          | –      | 14%      |  |  |  |  |
| IBOPE             | 27-29 Out          | 1.001      | 31%             | 13%                | 18%               | 16%                    | 1%                   | 1%                  | 1%                 | >1%                 | 1%                      | >1%              | –                | 18%          | –      | 13%      |  |  |  |  |
| IBOPE             | 27-29 Out          | 1.001      | 38%             | 15%                | 22%               | 20%                    | 1%                   | 1%                  | 1%                 | >1%                 | 1%                      | >1%              | –                | –            | –      | 16%      |  |  |  |  |
| IBOPE             | 27-29 Out          | 1.001      | 45%             | –                  | –                 | 38%                    | –                    | –                   | –                  | –                   | –                       | –                | –                | 16%          | –      | 7%       |  |  |  |  |
| IBOPE             | 27-29 Out          | 1.001      | –               | –                  | 39%               | 44%                    | –                    | –                   | –                  | –                   | –                       | –                | –                | 16%          | –      | 5%       |  |  |  |  |
| IBOPE             | 27-29 Out          | 1.001      | –               | 33%                | –                 | 45%                    | –                    | –                   | –                  | –                   | –                       | –                | –                | 21%          | –      | 12%      |  |  |  |  |
| IBOPE             | 27-29 Out          | 1.001      | 41%             | –                  | 34%               | –                      | –                    | –                   | –                  | –                   | –                       | –                | –                | 26%          | –      | 7%       |  |  |  |  |
| IBOPE             | 27-29 Out          | 1.001      | 46%             | 32%                | –                 | –                      | –                    | –                   | –                  | –                   | –                       | –                | –                | 25%          | –      | 14%      |  |  |  |  |
| IBOPE             | 27-29 Out          | 1.001      | –               | 34%                | 43%               | –                      | –                    | –                   | –                  | –                   | –                       | –                | –                | 23%          | –      | 9%       |  |  |  |  |
| IPESPE            | 20-21 Out          | 800        | 33%             | 16%                | 18%               | 13%                    | 0%                   | 1%                  | 1%                 | 1%                  | 0%                      | 1%               | –                | 16%          | –      | 15%      |  |  |  |  |
| Datafolha         | 20-21 Out          | 868        | 31%             | 15%                | 18%               | 16%                    | >1%                  | 2%                  | >1%                | 1%                  | 1%                      | 1%               | –                | 16%          | –      | 13%      |  |  |  |  |
| Datafolha         | 20-21 Out          | 868        | 40%             | –                  | 37%               | –                      | –                    | –                   | –                  | –                   | –                       | –                | –                | –            | –      | 3%       |  |  |  |  |
| Datafolha         | 20-21 Out          | 868        | 43%             | –                  | –                 | 43%                    | –                    | –                   | –                  | –                   | –                       | –                | –                | –            | –      | 0%       |  |  |  |  |
| Datafolha         | 20-21 Out          | 868        | 48%             | 36%                | –                 | –                      | –                    | –                   | –                  | –                   | –                       | –                | –                | –            | –      | 12%      |  |  |  |  |
| RealTime Big Data | 14-17 Out          | 1.050      | 28%             | 13%                | 14%               | 11%                    | –                    | 2%                  | 1%                 | 1%                  | 1%                      | 1%               | –                | 28%          | –      | 14%      |  |  |  |  |
| lbope             | 13 Out-15 Out      | 805        | 33%             | 18%                | 14%               | 13%                    | 1%                   | 1%                  | 1%                 | >1%                 | 1%                      | >1%              | >1%              | 17%          | –      | 15%      |  |  |  |  |
| Datafolha         | 5-6 Out            | 800        | 26%             | 16%                | 17%               | 10%                    | >1%                  | 1%                  | 2%                 | >1%                 | 1%                      | >1%              | >1%              | 26%          | –      | 9%       |  |  |  |  |
| lbope             | 30 Set-2 Out       | 805        | 23%             | 19%                | 14%               | 11%                    | 1%                   | 1%                  | 1%                 | >1%                 | >1%                     | >1%              | >1%              | 29%          | –      | 4%       |  |  |  |  |
| lbope             | 30 Set-2 Out       | 805        | 9%              | 5%                 | 5%                | 3%                     | –                    | –                   | –                  | –                   | –                       | –                | –                | 74%          | 5%     | 4%       |  |  |  |  |

### Pré-candidatos (Julho-Setembro de 2020)
| Fonte               | Data(s) conduzidas | Amostragem | Marília Arraes PT | João Paulo PT | Armando Monteiro PTB | Mendonça Filho DEM | Daniel Coelho CIDADANIA | Geraldo Júlio PSB | João Campos PSB | Túlio Gadêlha PDT | Patrícia Domingos PODE | Alberto Feitosa PSC | Marco Aurélio de Medeiros PRTB | Charbel Maroun NOVO | Cláudia Ribeiro PSTU | Carlos Andrade Lima PSL | Thiago Santos UP | Outros                 | Abst. Indec. | Vantagem |  |  |  |
| ------------------- | ------------------ | ---------- | ----------------- | ------------- | -------------------- | ------------------ | ----------------------- | ----------------- | --------------- | ----------------- | ---------------------- | ------------------- | ------------------------------ | ------------------- | -------------------- | ----------------------- | ---------------- | ---------------------- | ------------ | -------- |  |  |  |
| Fonte               | Data(s) conduzidas | Amostragem |                   |               |                      |                    |                         |                   |                 |                   |                        |                     |                                |                     |                      |                         |                  | Outros                 | Abst. Indec. | Vantagem |  |  |  |
| Instituto Opinião/  | 19-20 Set          | 800        | 39,4%             | –             | –                    | –                  | –                       | –                 | –               | –                 | 30,1%                  | –                   | –                              | –                   | –                    | –                       | –                |                        |              | 9,3%     |  |  |  |
| Instituto Opinião/  | 19-20 Set          | 800        | 39,6%             | –             | –                    | 28,9%              | –                       | –                 | –               | –                 | –                      | –                   | –                              | –                   | –                    | –                       | –                | –                      | –            | 10,7%    |  |  |  |
| Instituto Opinião/  | 19-20 Set          | 800        | 36,9%             | –             | –                    | –                  | –                       | –                 | 25,6%           | –                 | –                      | –                   | –                              | –                   | –                    | –                       | –                | –                      | –            | 11,3%    |  |  |  |
| Instituto Opinião/  | 19-20 Set          | 800        | 19,1%             | –             | –                    | 13,5%              | –                       | –                 | 14,3%           | –                 | 12,5%                  | 2,3%                | 3,3%                           | 0,1%                | 0,3%                 | 0,3%                    | 0,5%             | –                      | –            | 4,8%     |  |  |  |
| Datamétrica         | 20 Ago             | 600        | 19,9%             | –             | –                    | 13,5%              | 13,4%                   | –                 | 10,3%           | 8,6%              | 6,4%                   | 2%                  | 1,8%                           | –                   | –                    | –                       | –                | –                      | 23,8%        | 6,4%     |  |  |  |
| Datamétrica         | 20 Ago             | 600        | 18,6%             | –             | –                    | 16,1%              | 13,2%                   | –                 | 11,2%           | 13,6%             | 6,4%                   | 2%                  | 2,1%                           | 0,2%                | –                    | –                       | –                | –                      | 16,6%        | 2,5%     |  |  |  |
| Simplex Consultoria | 2-3 Jul            | 500        | 12,3%             | –             | –                    | 9,6%               | 15,5%                   | –                 | 9,8%            | –                 | 6,4%                   | 1%                  | –                              | –                   | –                    | –                       | –                | –                      | 45,4%        | 3,2%     |  |  |  |
| Simplex Consultoria | 2-3 Jul            | 500        | 0,4%              | 0,4%          | 0,2%                 | 0,4%               | 1,2%                    | 3,6%              | 1,6%            | 0,2%              | 1,4%                   | –                   | –                              | 0,4%                | –                    | –                       | –                | –                      | 15,9%        | 2%       |  |  |  |
| Eleição de 2016     | 30 Out             | –          | –                 | 38,70%        | –                    | –                  | –                       | 61,30%            | –               | –                 | –                      | –                   | –                              | –                   | –                    | –                       | –                | Brancos, nulos e abst. | Vantagem     |          |  |  |  |
| Eleição de 2016     | 30 Out             | –          | –                 | 38,70%        | –                    | –                  | –                       | 61,30%            | –               | –                 | –                      | –                   | –                              | –                   | –                    | –                       | –                | 23%                    | 22,6%        |          |  |  |  |

## Debate e Resultados

### Primeiro turno
| Data           | Organizador(es) | Mendonça (DEM) | João Campos (PSB) | Patrícia Domingos (Podemos) | Carlos Andrade Lima (PSL) | Charbel Maroun (NOVO) | Marília (PT) | Alberto Feitosa (PSC) | Marco Aurélio (PRTB) | Cláudia Ribeiro (PSTU) | Victor Assis (PCO) | Thiago Santos (UP) |
| -------------- | --------------- | -------------- | ----------------- | --------------------------- | ------------------------- | --------------------- | ------------ | --------------------- | -------------------- | ---------------------- | ------------------ | ------------------ |
| 10 de novembro | TV Jornal       | Presente       | Presente          | Presente                    | Presente                  | Presente              | Presente     | Presente              | Não convidado        | Não convidado          | Não convidada      | Não convidado      |

## Resultados

### Prefeitura
Fonte: TSE
| Candidato(a)              | Vice                           | 1º turno 15 de novembro de 2020 | 1º turno 15 de novembro de 2020 | 2º turno 29 de novembro de 2020 | 2º turno 29 de novembro de 2020 |
| Candidato(a)              | Vice                           | Votos                           | Porcentagem                     | Votos                           | Porcentagem                     |
| ------------------------- | ------------------------------ | ------------------------------- | ------------------------------- | ------------------------------- | ------------------------------- |
| João Campos (PSB)         | Isabella de Roldão (PDT)       | 233.028                         | 29,13%                          | 447.913                         | 56,27%                          |
| Marília Arraes (PT)       | João Arnaldo (PSOL)            | 223.248                         | 27,90%                          | 348.126                         | 43,73%                          |
| Mendonça Filho (DEM)      | Priscila Krause (DEM)          | 200.551                         | 25,07%                          | Não participaram                | Não participaram                |
| Delegada Patrícia (PODE)  | Léo Salazar (Cidadania)        | 112.296                         | 14,04%                          | Não participaram                | Não participaram                |
| Carlos Andrade Lima (PSL) | Rosaly Almeida (PSL)           | 13.938                          | 1,74%                           | Não participaram                | Não participaram                |
| Coronel Feitosa (PSC)     | Wellington Carneiro (Patriota) | 9.441                           | 1,18%                           | Não participaram                | Não participaram                |
| Charbel Maroun (NOVO)     | André Teixeira (NOVO)          | 3.867                           | 0,48%                           | Não participaram                | Não participaram                |
| Thiago Santos (UP)        | Aníbal Valença (PCB)           | 1.232                           | 0,15%                           | Não participaram                | Não participaram                |
| Cláudia Ribeiro (PSTU)    | Katia Telles (PSTU)            | 1.190                           | 0,15%                           | Não participaram                | Não participaram                |
| Total de votos válidos    | Total de votos válidos         | 800.062                         | 100%                            |                                 |                                 |
| → Votos válidos           | → Votos válidos                | 800.062                         | 86,29%                          |                                 |                                 |
| → Votos brancos           | → Votos brancos                | 45.448                          | 4,90%                           |                                 |                                 |
| → Votos nulos             | → Votos nulos                  | 81.657                          | 8,81%                           |                                 |                                 |
| Total de votos            | Total de votos                 | 927.167                         | 100%                            |                                 |                                 |

#### Primeiro turno
| Partido | Partido | Candidato           | Votos   | Votos (%) |
| ------- | ------- | ------------------- | ------- | --------- |
|         | PSB     | João Campos         | 233 028 | 29,17%    |
|         | PT      | Marília Arraes      | 223 248 | 27,95%    |
|         | DEM     | Mendonça Filho      | 200 551 | 25,11%    |
|         | PODE    | Delegada Patrícia   | 112 296 | 14,06%    |
|         | PSL     | Carlos Andrade Lima | 13 938  | 1,74%     |
|         | PSC     | Coronel Feitosa     | 9 441   | 1,18%     |
|         | NOVO    | Charbel Maroun      | 3 867   | 0,48%     |
|         | UP      | Thiago Santos       | 1 232   | 0,15%     |
|         | PSTU    | Cláudia Ribeiro     | 1 190   | 0,15%     |
| Totais  | Totais  | Totais              | 798 791 |           |

| Partido | Partido | Candidato      | Votos   | Votos (%) |
| ------- | ------- | -------------- | ------- | --------- |
|         | PSB     | João Campos    | 447 913 | 56,27%    |
|         | PT      | Marília Arraes | 348 126 | 43,73%    |
| Totais  | Totais  | Totais         | 796 039 |           |

### Vereadores Eleitos
| Candidato                   | Partido       | Votação     | Votação |
| Candidato                   | Partido       | Porcentagem | Total   |
| --------------------------- | ------------- | ----------- | ------- |
| Dani Portela                | PSOL          | 1,73%       | 14.114  |
| Andreza Romero              | PP            | 1,63%       | 13.249  |
| Pastor Júnior Tércio        | PODE          | 1,50%       | 12.207  |
| Eriberto Rafael             | PP            | 1,47%       | 11.938  |
| Romerinho Jatobá            | PSB           | 1,41%       | 11.500  |
| Davi Muniz                  | PSB           | 1,29%       | 10.498  |
| Helio Guabiraba             | PSB           | 1,28%       | 10.393  |
| Aderaldo Pinto              | PSB           | 1,24%       | 10.062  |
| Felipe Francismar           | PSB           | 1,23%       | 10.037  |
| Chico Kiko                  | PP            | 1,13%       | 9.194   |
| Samuel Salazar              | MDB           | 1,13%       | 9.188   |
| Carlos Muniz                | PSB           | 1,06%       | 8.586   |
| Natália de Menudo           | PSB           | 1,04%       | 8.424   |
| Fred Ferreira               | PSC           | 1,03%       | 8.407   |
| Alcides Teixeira Neto       | PSB           | 1,03%       | 8.379   |
| Rodrigo Coutinho            | SOLIDARIEDADE | 1,03%       | 8.359   |
| Renato Antunes              | PSC           | 1,00%       | 8.104   |
| Professora Ana Lúcia        | REPUBLICANOS  | 0,97%       | 7.901   |
| Luiz Eustaquio              | PSB           | 0,97%       | 7.889   |
| Eduardo Marques             | PSB           | 0,95%       | 7.706   |
| Wilton Brito                | PSB           | 0,93%       | 7.539   |
| Joselito Ferreira           | PSB           | 0,91%       | 7.429   |
| Almir Fernando              | PC DO B       | 0,90%       | 7.304   |
| Missionária Michele Collins | PP            | 0,84%       | 6.823   |
| Liana Cirne                 | PT            | 0,84%       | 6.819   |
| Professor Jairo Britto      | PT            | 0,82%       | 6.635   |
| Ivan Moraes                 | PSOL          | 0,78%       | 6.319   |
| Junior Bocão                | CIDADANIA     | 0,77%       | 6.256   |
| Paulo Muniz                 | SOLIDARIEDADE | 0,73%       | 5.908   |
| Osmar Ricardo               | PT            | 0,72%       | 5.838   |
| Marco Aurelio Filho         | PRTB          | 0,71%       | 5.810   |
| Dr. Tadeu Calheiros         | PODE          | 0,69%       | 5.610   |
| Fabiano Ferraz              | AVANTE        | 0,65%       | 5.276   |
| Felipe Alecrim              | PSC           | 0,58%       | 4.681   |
| Dilson Batista              | AVANTE        | 0,54%       | 4.404   |
| Alcides Cardoso             | DEM           | 0,49%       | 4.019   |
| Cida Pedrosa                | PC DO B       | 0,45%       | 3.697   |
| Ze Neto                     | PROS          | 0,40%       | 3.278   |
| Doduel Varela               | PSL           | 0,28%       | 2.302   |